# 第4装甲擲弾兵旅団 (オーストリア連邦軍)
第4装甲擲弾兵旅団（だい4そうこうてきだんへいりょだん、ドイツ語: 4. Panzergrenadierbrigade）は、オーストリア連邦軍の旅団のひとつ。軍司令部（ドイツ語: Kommando Streitkräfte）隷下にあり、オーバーエスターライヒ州ヘーアシングのフォーグラー空軍基地に司令部を置く。旅団隷下部隊は機械化部隊となっており、国内外での任務遂行における強力な戦力であり、国土防衛においても不可欠な存在となっている。

## 編成
旅団編成は以下のとおりとなる。
- 第4本部大隊
  - 本部中隊
  - 指揮支援中隊
  - 補給輸送中隊
  - 修理中隊
  - NBC防護中隊
  - 教導中隊
- 第4偵察・砲兵大隊（ニーダーエスターライヒ州アレントシュタイク（ドイツ語版））
  - 本部中隊
  - 偵察中隊 - ハサー
  - 偵察中隊 - ハサー
  - 砲兵中隊 - M109A5Ö
  - 砲兵中隊 - M109A5Ö
- 第14装甲大隊（オーバーエスターライヒ州ヴェルス）
  - 本部中隊
  - 装甲中隊 - レオパルト2A4
  - 装甲中隊 - レオパルト2A4
  - 装甲中隊 - レオパルト2A4
- 第13装甲擲弾兵大隊（オーバーエスターライヒ州リート・イム・インクライス（ドイツ語版））
  - 本部中隊
  - 装甲擲弾兵中隊 - ウラン
  - 装甲擲弾兵中隊 - ウラン
  - 幹部プレゼンス装甲擲弾兵中隊 - ウラン
- 第35装甲擲弾兵大隊（ニーダーエスターライヒ州フェリックスドルフ（ドイツ語版））
  - 本部中隊
  - 装甲擲弾兵中隊 - ウラン
  - 装甲擲弾兵中隊 - ウラン
  - 幹部プレゼンス装甲擲弾兵中隊 - ウラン

## 歴代旅団長
| 代                  | 氏名                                                      | 階級      | 在職期間        | 備考                         |
| 第4旅団長           | 第4旅団長                                                 | 第4旅団長 | 第4旅団長       | 第4旅団長                    |
| ------------------- | --------------------------------------------------------- | --------- | --------------- | ---------------------------- |
| 1                   | エドモンド・ロートハンゼル Edmund Rothansel               | 大佐      | 1956年 - 1960年 |                              |
| 2                   | フーベルト・オーバーマイアー Hubert Obermair              | 大佐      | 1960年 - 1962年 |                              |
| 第4猟兵旅団長       |                                                           |           |                 |                              |
| 1                   | パウル・クライン Paul Klein                               | 准将      | 1962年 - 1966年 |                              |
| 第4装甲擲弾兵旅団長 |                                                           |           |                 |                              |
| 1                   | パウル・クライン Paul Klein                               | 准将      | 1962年 - 1966年 |                              |
|                     | マリオ・デュイック Mario Duic                             | 大佐      | 1965年 - 1966年 | 指揮権委任                   |
|                     | アドルフ・ガスパリ Adolf Gaspari                          | 大佐      | 1966年          | 指揮権委任                   |
| 2                   | アーネスト・ベルナディナー Ernest Bernadiner              | 中佐      | 1966年 - 1967年 |                              |
| 3                   | フェルディナント・フォルティン Ferdinand Foltin           | 大佐      | 1967年 - 1968年 |                              |
| 4                   | アントン・ガスルフーバー Anton Gasslhuber                 | 大佐      | 1968年 - 1976年 |                              |
| 5                   | ヨハン・ミッテンドルファー Johann Mittendorfer            | 大佐      | 1976年 - 1981年 |                              |
|                     | Josef Pollhammer                                          | 大佐      | 1978年          | 指揮権委任                   |
| 6                   | ギュンター・ヴィルト Günther Wild                         | 大佐      | 1981年 - 1987年 | 在職中に負傷                 |
|                     | マクシミリアン・フリューシュテュック Maximilian Frühstück | 大佐      | 1987年 - 1988年 | 指揮権委任                   |
| 7                   | フーベルトゥス・トラウッテンベルク Hubertus Trauttenberg  | 准将      | 1988年 - 1995年 |                              |
| 8                   | ミヒャエル・ダーマン Michael Derman                       | 准将      | 1995年 - 1997年 |                              |
| 9                   | クレメンス・ホフマイスター Klemens Hofmeister             | 准将      | 1997年 - 2002年 |                              |
| 10                  | ロベルト・プラダー Robert Prader                          | 准将      | 2003年 - 2011年 |                              |
| 11                  | クリスティアン・リーナー Christian Riener                 | 准将      | 2011年 - 2018年 | 2011年から2014年は指揮権委任 |
|                     | シュテファン・フックス Stefan Fuchs                       | 大佐      | 2016年 - 2018年 | 指揮権委任                   |
| 12                  | ジークヴァルト・シーア Siegward Schier                    | 准将      | 2018年 -        |                              |